# Austropallene cornigera
Austropallene cornigera is een zeespin uit de familie Callipallenidae. De soort behoort tot het geslacht Austropallene. Austropallene cornigera werd in 1902 voor het eerst wetenschappelijk beschreven door Karl August Möbius. 